# Shox (joueur)
shox, de son vrai nom Richard Papillon, né le 27 mai 1992, est un joueur professionnel français de Counter-Strike : Global Offensive. Il est considéré comme l'un des plus grands joueurs, connu pour son talent et sa longévité sur la scène, figurant dans la liste des 20 meilleurs joueurs HLTV ,,,,. Il a remporté plus d'une douzaine de tournois internationaux, ainsi qu'un Major à la DreamHack Winter 2014.

## Biographie

### Jeunesse
Shox a commencé à jouer à Counter-Strike à l'âge de neuf ans, après que son frère aîné lui a présenté le jeu. Ses parents lui ont permis de faire une pause d'un an dans ses études pour poursuivre le jeu, ce qui l'a amené à rejoindre ses premières équipes à succès dans Counter-Strike: Source vers 2007. Son pseudo fait référence à un modèle de chaussures Nike qui étaient populaires à l'époque.

### Carrière
Shox a joué pour un certain nombre d'équipes françaises de Counter-Strike, dont les plus connues sont VeryGames, Titan, Team LDLC, EnVyUs, G2, Team Vitality.
Il rejoint la Team Vitality en septembre 2019, en remplacement de Nathan « NBK- » Schmitt. Il remporte son premier trophée avec l'équipe lors de l'EPICENTER 2019, à Moscou. L'équipe se sépare de lui deux ans plus tard, en décembre 2021. Il rejoint l'équipe hollandaise Team Liquid une semaine plus tard.

## Palmarès

### Tournois remportés
- RaidCall EMS One Summer 2013 Finals
- SLTV StarSeries VII Finals
- RaidCall EMS One Fall 2013 Finals
- DreamHack Stockholm SteelSeries CS:GO Invitational 2014
- SLTV StarSeries XI Finals
- DreamHack Winter 2014
- MLG X-Games Aspen 2015
- Gfinity 2015 Spring Masters 1
- SLTV StarSeries XII Finals
- Gfinity 2015 Summer Masters 1
- ECS Season 1 Finals
- DreamHack Open Tours 2017
- ESL Pro League Season 5 Finals
- DreamHack Masters Malmö 2017
- EPICENTER 2019
- IEM Beijing-Haidian 2020 Europe
- BLAST Premier Fall 2020 Finals
- IEM Winter 2021

### Meilleur joueur de l'année
À partir de son passage de Source à Global Offensive, et durant quatre années consécutives, shox est nommé par HLTV dans le classement des 20 meilleurs joueurs du monde.
| Classement | Équipe               | Année | Référence |
| ---------- | -------------------- | ----- | --------- |
| #3         | Imaginary, VeryGames | 2013  | [ 12 ]    |
| #8         | Titan, Epsilon, LDLC | 2014  | [ 13 ]    |
| #13        | LDLC, EnvyUs, Titan  | 2015  | [ 14 ]    |
| #6         | ex-Titan, G2         | 2016  | [ 15 ]    |